# Color Line Stadion
Il Color Line Stadion è il più grande stadio di Ålesund. Di proprietà della Ålesund Stadion KS, ospita le partite casalinghe di Aalesund e Fortuna Ålesund. La sua capacità è di 10.778 posti, di cui 9.598 a sedere e 1.180 in piedi. Costato 230 milioni di corone, la prima partita ufficiale che vi fu giocata fu datata 16 aprile 2005, in occasione del successo per 2-1 dello Aalesund sull'Odd Grenland, in un incontro valido per la Tippeligaen 2005. Olivier Occéan, al 40º minuto, segnò la prima rete nello stadio, portando momentaneamente in vantaggio l'Odd Grenland, prima del pareggio di Lasse Olsen ed il gol vittoria di Eirik Hoseth.
La massima affluenza della storia dell'impianto fu datata 3 agosto 2005, per l'incontro di campionato tra Aalesund e HamKam, conclusosi con un pareggio per 1-1: gli spalti furono occupati da 10.902 spettatori.
Fuori dalla struttura, c'è una statua intitolata Idrettsglede, in rappresentanza di un giocatore di calcio. L'opera è esteticamente ispirata a John Arne Riise, ex terzino dello Aalesund (oltre che di Monaco, Liverpool e Roma) e attualmente in forza al Fulham.